# Grand Prix w Piłce Siatkowej Kobiet 2011
Grand Prix w piłce siatkowej kobiet 2011 - siatkarski turniej rozegrany w dniach 5-28 sierpnia 2011 r. Finał z udziałem ośmiu drużyn odbył się w Makau.
28 sierpnia 2010 roku w czasie turnieju finałowego World Grand Prix 2010 w chińskim Ningbo rada FIVB podjęła decyzję o zwiększeniu liczby drużyn występujących w World Grand Prix począwszy od roku 2011 z 12 do 16 drużyn. Postanowiono również zmienić kształt turnieju finałowego. Od 2011 roku w finale zmierzy się nie 6 jak dotychczas, a 8 drużyn.

## Uczestnicy
| Drużyna           | Sposób kwalifikacji                                  | Liczba występów | Najlepszy wynik                                  |
| ----------------- | ---------------------------------------------------- | --------------- | ------------------------------------------------ |
| Argentyna         | 5˚ w Pucharze Panamerykańskim 2010                   | debiut          | debiut                                           |
| Kuba              | 4˚ w Pucharze Panamerykańskim 2010                   | 16              | (1993, 2000)                                     |
| Peru              | 2˚ w Pucharze Panamerykańskim 2010                   | 1               | 11. miejsce (1994)                               |
| Polska            | Dzika karta                                          | 7               | 6. miejsce (2007, 2010)                          |
| Dominikana        | 1˚ w Pucharze Panamerykańskim 2010                   | 7               | 8. miejsce (2006, 2010)                          |
| Serbia            | 1˚ w Lidze Europejskiej 2010                         | debiut          | debiut                                           |
| Stany Zjednoczone | 3˚ w Pucharze Panamerykańskim 2010                   | 17              | (1995, 2001, 2010)                               |
| Brazylia          | Dzika karta                                          | 17              | (1994, 1996, 1998, 2004, 2005, 2006, 2008, 2009) |
| Japonia           | Dzika karta                                          | 18              | 4. miejsce (1994, 1997)                          |
| Chiny             | Gospodarz                                            | 18              | (2003)                                           |
| Niemcy            | 1˚ w kwalifikacjach europejskich do World Grand Prix | 11              | (2002, 2009)                                     |
| Rosja             | 2˚ w kwalifikacjach europejskich do World Grand Prix | 15              | (1997, 1999, 2002)                               |
| Włochy            | 3˚ w kwalifikacjach europejskich do World Grand Prix | 12              | (2004, 2005)                                     |
| Tajlandia         | 2˚ w Pucharze Azji                                   | 8               | 8. miejsce (2002, 2009)                          |
| Korea Południowa  | 3˚ w Pucharze Azji                                   | 14              | (1997)                                           |
| Kazachstan        | Baraż z Algierią                                     | 2               | 10. miejsce (2007)                               |

## Baraże
W meczach barażowych udział wzięły reprezentacje Algierii i Kazachstanu. Reprezentacja Kazachstanu wygrała dwa mecze awansując jednocześnie do World Grand Prix 2011.
Wyniki
| Data  | Drużyna 1 | Wynik | Drużyna 2  | 1     | 2     | 3     | 4 | 5 | * |
| ----- | --------- | ----- | ---------- | ----- | ----- | ----- | - | - | - |
| 12.05 | Algieria  | 0:3   | Kazachstan | 11:25 | 13:25 | 21:25 |   |   |   |
| 14.05 | Algieria  | 0:3   | Kazachstan | 14:25 | 13:25 | 21:25 |   |   |   |

| Lp. | Drużyna    | Pkt | Mecze | Mecze   | Mecze   | Małe punkty | Małe punkty | Małe punkty | Sety | Sety | Sety  |
| Lp. | Drużyna    | Pkt | M     | W (3:2) | P (2:3) | zdob.       | str.        | ratio       | wyg. | prz. | ratio |
| --- | ---------- | --- | ----- | ------- | ------- | ----------- | ----------- | ----------- | ---- | ---- | ----- |
| 1   | Kazachstan | 6   | 2     | 2 (0)   | 0 (0)   | 150         | 93          | 1.613       | 6    | 0    | MAX   |
| 2   | Algieria   | 0   | 2     | 0 (0)   | 2 (0)   | 93          | 150         | 0.620       | 0    | 6    | 0.000 |

Źródło: 
Punktacja: 3:0 i 3:1 – 3 pkt; 3:2 – 2 pkt; 2:3 – 1 pkt; 1:3 i 0:3 – 0 pkt
Zasady ustalania kolejności: 1. liczba punktów; 2. liczba zwycięstw; 3. stosunek setów; 4. stosunek małych punktów

## Turnieje
| 5 - 7 sierpnia 2011                          |                                            |                                                |                                                   |
| Grupa A - Bydgoszcz                          | Grupa B - Nakhon Pathom                    | Grupa C - Pusan                                | Grupa D - Luohe                                   |
| Polska · Włochy · Argentyna · Dominikana     | Kuba · Rosja · Peru · Tajlandia            | Brazylia · Japonia · Niemcy · Korea Południowa | Serbia · Kazachstan · Stany Zjednoczone · Chiny   |
| 12 - 14 sierpnia 2011                        |                                            |                                                |                                                   |
| Grupa E - Zielona Góra                       | Grupa F - Ałmaty                           | Grupa G - Quanzhou                             | Grupa H - Komaki                                  |
| Polska · Kuba · Korea Południowa · Argentyna | Kazachstan · Włochy · Brazylia · Tajlandia | Chiny · Rosja · Niemcy · Peru                  | Japonia · Stany Zjednoczone · Serbia · Dominikana |
| 19 - 21 sierpnia 2011                        |                                            |                                                |                                                   |
| Grupa I - Hongkong                           | Grupa J - Chińskie Tajpej                  | Grupa K - Bangkok                              | Grupa L - Tokio                                   |
| Chiny · Polska · Dominikana · Kazachstan     | Stany Zjednoczone · Włochy · Niemcy · Peru | Kuba · Argentyna · Brazylia · Tajlandia        | Japonia · Rosja · Serbia · Korea Południowa       |

## Wyniki fazy eliminacyjnej

### I weekend

#### Grupa A
Bydgoszcz
| Data | Godz. | Drużyna 1 | Wynik | Drużyna 2  | 1     | 2     | 3     | 4     | 5     | Widzów | * |
| ---- | ----- | --------- | ----- | ---------- | ----- | ----- | ----- | ----- | ----- | ------ | - |
| 5.08 | 16:30 | Polska    | 3:0   | Argentyna  | 25:20 | 25:17 | 25:22 |       |       |        |   |
| 5.08 | 19:00 | Włochy    | 3:1   | Dominikana | 25:18 | 22:25 | 25:18 | 25:17 |       |        |   |
| 6.08 | 15:30 | Polska    | 2:3   | Dominikana | 25:21 | 17:25 | 24:26 | 25:23 | 16:18 |        |   |
| 6.08 | 18:00 | Argentyna | 1:3   | Włochy     | 17:25 | 25:23 | 20:25 | 18:25 |       |        |   |
| 7.08 | 15:30 | Polska    | 1:3   | Włochy     | 12:25 | 25:21 | 24:26 | 14:25 |       |        |   |
| 7.08 | 18:00 | Argentyna | 3:2   | Dominikana | 20:25 | 25:22 | 25:19 | 23:25 | 15:11 |        |   |

| Lp. | Drużyna    | Pkt | Mecze | Mecze   | Mecze   | Małe punkty | Małe punkty | Małe punkty | Sety | Sety | Sety  |
| Lp. | Drużyna    | Pkt | M     | W (3:2) | P (2:3) | zdob.       | str.        | ratio       | wyg. | prz. | ratio |
| --- | ---------- | --- | ----- | ------- | ------- | ----------- | ----------- | ----------- | ---- | ---- | ----- |
| 1   | Włochy     | 9   | 3     | 3 (0)   | 0 (0)   | 292         | 233         | 1.253       | 9    | 3    | 3.000 |
| 2   | Polska     | 4   | 3     | 1 (0)   | 2 (1)   | 257         | 269         | 0.955       | 6    | 6    | 1.000 |
| 3   | Dominikana | 3   | 3     | 1 (1)   | 2 (1)   | 293         | 312         | 0.939       | 6    | 8    | 0.750 |
| 4   | Argentyna  | 2   | 3     | 1 (1)   | 2 (0)   | 247         | 275         | 0.898       | 4    | 8    | 0.500 |

#### Grupa B
Nakhon Pathom
| Data | Godz. | Drużyna 1 | Wynik | Drużyna 2 | 1     | 2     | 3     | 4     | 5     | Widzów | * |
| ---- | ----- | --------- | ----- | --------- | ----- | ----- | ----- | ----- | ----- | ------ | - |
| 5.08 | 15:00 | Rosja     | 3:1   | Kuba      | 24:26 | 25:18 | 25:23 | 25:20 |       |        |   |
| 5.08 | 17:30 | Tajlandia | 3:0   | Peru      | 25:20 | 25:13 | 25:16 |       |       |        |   |
| 6.08 | 15:00 | Peru      | 0:3   | Rosja     | 12:25 | 9:25  | 14:25 |       |       |        |   |
| 6.08 | 17:00 | Kuba      | 2:3   | Tajlandia | 25:23 | 25:17 | 26:28 | 23:25 | 10:15 |        |   |
| 7.08 | 15:00 | Peru      | 0:3   | Kuba      | 24:26 | 19:25 | 22:25 |       |       |        |   |
| 7.08 | 17:00 | Rosja     | 3:0   | Tajlandia | 25:18 | 25:19 | 27:25 |       |       |        |   |

| Lp. | Drużyna   | Pkt | Mecze | Mecze   | Mecze   | Małe punkty | Małe punkty | Małe punkty | Sety | Sety | Sety  |
| Lp. | Drużyna   | Pkt | M     | W (3:2) | P (2:3) | zdob.       | str.        | ratio       | wyg. | prz. | ratio |
| --- | --------- | --- | ----- | ------- | ------- | ----------- | ----------- | ----------- | ---- | ---- | ----- |
| 1   | Rosja     | 9   | 3     | 3 (0)   | 0 (0)   | 251         | 184         | 1.364       | 9    | 1    | 9.000 |
| 2   | Tajlandia | 5   | 3     | 2 (1)   | 1 (0)   | 245         | 235         | 1.043       | 6    | 5    | 1.200 |
| 3   | Kuba      | 4   | 3     | 1 (0)   | 2 (1)   | 272         | 272         | 1.000       | 6    | 6    | 1.000 |
| 4   | Peru      | 0   | 3     | 0 (0)   | 3 (0)   | 149         | 226         | 0.659       | 0    | 9    | 0.000 |

#### Grupa C
Pusan
| Data | Godz. | Drużyna 1        | Wynik | Drużyna 2 | 1     | 2     | 3     | 4     | 5 | Widzów | * |
| ---- | ----- | ---------------- | ----- | --------- | ----- | ----- | ----- | ----- | - | ------ | - |
| 5.08 | 14:00 | Brazylia         | 3:0   | Japonia   | 25:18 | 25:16 | 25:21 |       |   |        |   |
| 5.08 | 16:30 | Korea Południowa | 3:1   | Niemcy    | 25:19 | 25:19 | 20:25 | 25:20 |   |        |   |
| 6.08 | 14:00 | Korea Południowa | 0:3   | Japonia   | 20:25 | 21:25 | 22:25 |       |   |        |   |
| 6.08 | 16:30 | Brazylia         | 3:1   | Niemcy    | 25:21 | 23:25 | 25:15 | 25:23 |   |        |   |
| 7.08 | 14:00 | Korea Południowa | 0:3   | Brazylia  | 17:25 | 20:25 | 22:25 |       |   |        |   |
| 7.08 | 16:30 | Niemcy           | 0:3   | Japonia   | 22:25 | 13:25 | 19:25 |       |   |        |   |

| Lp. | Drużyna          | Pkt | Mecze | Mecze   | Mecze   | Małe punkty | Małe punkty | Małe punkty | Sety | Sety | Sety  |
| Lp. | Drużyna          | Pkt | M     | W (3:2) | P (2:3) | zdob.       | str.        | ratio       | wyg. | prz. | ratio |
| --- | ---------------- | --- | ----- | ------- | ------- | ----------- | ----------- | ----------- | ---- | ---- | ----- |
| 1   | Brazylia         | 9   | 3     | 3 (0)   | 0 (0)   | 248         | 198         | 1.253       | 9    | 1    | 9.000 |
| 2   | Japonia          | 6   | 3     | 2 (0)   | 1 (0)   | 205         | 192         | 1.068       | 6    | 3    | 2.000 |
| 3   | Korea Południowa | 3   | 3     | 1 (0)   | 2 (0)   | 217         | 233         | 0.931       | 3    | 7    | 0.429 |
| 4   | Niemcy           | 0   | 3     | 0 (0)   | 3 (0)   | 221         | 268         | 0.825       | 2    | 9    | 0.222 |

#### Grupa D
Luohe
| Data | Godz. | Drużyna 1  | Wynik | Drużyna 2         | 1     | 2     | 3     | 4     | 5     | Widzów | * |
| ---- | ----- | ---------- | ----- | ----------------- | ----- | ----- | ----- | ----- | ----- | ------ | - |
| 5.08 | 16:00 | Serbia     | 2:3   | Stany Zjednoczone | 23:25 | 19:25 | 25:23 | 25:20 | 10:15 |        |   |
| 5.08 | 19:30 | Chiny      | 3:0   | Kazachstan        | 25:18 | 25:23 | 25:16 |       |       |        |   |
| 6.08 | 16:00 | Kazachstan | 0:3   | Stany Zjednoczone | 15:25 | 21:25 | 12:25 |       |       |        |   |
| 6.08 | 19:30 | Chiny      | 1:3   | Serbia            | 21:25 | 25:23 | 21:25 | 18:25 |       |        |   |
| 7.08 | 16:00 | Chiny      | 0:3   | Stany Zjednoczone | 20:25 | 17:25 | 16:25 |       |       |        |   |
| 7.08 | 19:30 | Serbia     | 3:0   | Kazachstan        | 25:19 | 25:15 | 25:22 |       |       |        |   |

| Lp. | Drużyna           | Pkt | Mecze | Mecze   | Mecze   | Małe punkty | Małe punkty | Małe punkty | Sety | Sety | Sety  |
| Lp. | Drużyna           | Pkt | M     | W (3:2) | P (2:3) | zdob.       | str.        | ratio       | wyg. | prz. | ratio |
| --- | ----------------- | --- | ----- | ------- | ------- | ----------- | ----------- | ----------- | ---- | ---- | ----- |
| 1   | Stany Zjednoczone | 8   | 3     | 3 (1)   | 0 (0)   | 258         | 203         | 1.271       | 9    | 2    | 4.500 |
| 2   | Serbia            | 7   | 3     | 2 (0)   | 1 (1)   | 275         | 249         | 1.104       | 8    | 4    | 2.000 |
| 3   | Chiny             | 3   | 3     | 1 (0)   | 2 (0)   | 213         | 230         | 0.926       | 4    | 6    | 0.667 |
| 4   | Kazachstan        | 0   | 3     | 0 (0)   | 3 (0)   | 161         | 225         | 0.716       | 0    | 9    | 0.000 |

### II weekend

#### Grupa E
Zielona Góra
| Data  | Godz. | Drużyna 1        | Wynik | Drużyna 2        | 1     | 2     | 3     | 4     | 5     | Widzów | * |
| ----- | ----- | ---------------- | ----- | ---------------- | ----- | ----- | ----- | ----- | ----- | ------ | - |
| 12.08 | 16:30 | Polska           | 3:0   | Argentyna        | 25:20 | 25:20 | 25:23 |       |       |        |   |
| 12.08 | 19:00 | Kuba             | 2:3   | Korea Południowa | 25:17 | 16:25 | 17:25 | 25:23 | 12:15 |        |   |
| 13.08 | 15:30 | Polska           | 0:3   | Korea Południowa | 21:25 | 32:34 | 23:25 |       |       |        |   |
| 13.08 | 18:00 | Kuba             | 2:3   | Argentyna        | 19:25 | 25:15 | 25:20 | 18:25 | 14:16 |        |   |
| 14.08 | 15:30 | Polska           | 3:1   | Kuba             | 25:15 | 25:21 | 23:25 | 25:20 |       |        |   |
| 14.08 | 18:00 | Korea Południowa | 3:0   | Argentyna        | 25:22 | 25:16 | 25:21 |       |       |        |   |

| Lp. | Drużyna          | Pkt | Mecze | Mecze   | Mecze   | Małe punkty | Małe punkty | Małe punkty | Sety | Sety | Sety  |
| Lp. | Drużyna          | Pkt | M     | W (3:2) | P (2:3) | zdob.       | str.        | ratio       | wyg. | prz. | ratio |
| --- | ---------------- | --- | ----- | ------- | ------- | ----------- | ----------- | ----------- | ---- | ---- | ----- |
| 1   | Korea Południowa | 8   | 3     | 3 (1)   | 0 (0)   | 264         | 230         | 1.148       | 9    | 2    | 4.500 |
| 2   | Polska           | 6   | 3     | 2 (0)   | 1 (0)   | 249         | 222         | 1.122       | 6    | 4    | 1.500 |
| 3   | Argentyna        | 2   | 3     | 1 (1)   | 2 (0)   | 223         | 254         | 0.878       | 3    | 8    | 0.375 |
| 4   | Kuba             | 2   | 3     | 0 (0)   | 3 (2)   | 272         | 304         | 0.895       | 5    | 9    | 0.556 |

#### Grupa F
Ałmaty
| Data  | Godz. | Drużyna 1  | Wynik | Drużyna 2  | 1     | 2     | 3     | 4     | 5     | Widzów | * |
| ----- | ----- | ---------- | ----- | ---------- | ----- | ----- | ----- | ----- | ----- | ------ | - |
| 12.08 | 15:15 | Kazachstan | 2:3   | Włochy     | 25:22 | 25:22 | 18:25 | 19:25 | 12:15 |        |   |
| 12.08 | 18:00 | Tajlandia  | 0:3   | Brazylia   | 16:25 | 23:25 | 16:25 |       |       |        |   |
| 13.08 | 15:15 | Brazylia   | 3:0   | Kazachstan | 25:14 | 25:18 | 25:20 |       |       |        |   |
| 13.08 | 18:00 | Włochy     | 3:2   | Tajlandia  | 24:26 | 19:25 | 25:22 | 25:15 | 15:12 |        |   |
| 14.08 | 15:15 | Kazachstan | 0:3   | Tajlandia  | 24:26 | 23:25 | 21:25 |       |       |        |   |
| 14.08 | 18:00 | Włochy     | 1:3   | Brazylia   | 23:25 | 26:24 | 18:25 | 18:25 |       |        |   |

| Lp. | Drużyna    | Pkt | Mecze | Mecze   | Mecze   | Małe punkty | Małe punkty | Małe punkty | Sety | Sety | Sety  |
| Lp. | Drużyna    | Pkt | M     | W (3:2) | P (2:3) | zdob.       | str.        | ratio       | wyg. | prz. | ratio |
| --- | ---------- | --- | ----- | ------- | ------- | ----------- | ----------- | ----------- | ---- | ---- | ----- |
| 1   | Brazylia   | 9   | 3     | 3 (0)   | 0 (0)   | 249         | 192         | 1.297       | 9    | 1    | 9.000 |
| 2   | Włochy     | 4   | 3     | 2 (2)   | 1 (0)   | 302         | 298         | 1.013       | 7    | 7    | 1.000 |
| 3   | Tajlandia  | 4   | 3     | 1 (0)   | 2 (1)   | 231         | 251         | 0.920       | 5    | 6    | 0.833 |
| 4   | Kazachstan | 1   | 3     | 0 (0)   | 3 (1)   | 219         | 260         | 0.842       | 2    | 9    | 0.222 |

#### Grupa G
Quanzhou
| Data  | Godz. | Drużyna 1 | Wynik | Drużyna 2 | 1     | 2     | 3     | 4     | 5     | Widzów | * |
| ----- | ----- | --------- | ----- | --------- | ----- | ----- | ----- | ----- | ----- | ------ | - |
| 12.08 | 16:00 | Niemcy    | 0:3   | Rosja     | 18:25 | 19:25 | 21:25 |       |       |        |   |
| 12.08 | 19:00 | Chiny     | 3:0   | Peru      | 25:16 | 25:20 | 25:13 |       |       |        |   |
| 13.08 | 16:00 | Peru      | 0:3   | Rosja     | 20:25 | 17:25 | 17:25 |       |       |        |   |
| 13.08 | 19:00 | Chiny     | 3:2   | Niemcy    | 14:25 | 22:25 | 25:23 | 25:21 | 18:16 |        |   |
| 14.08 | 16:00 | Peru      | 0:3   | Niemcy    | 23:25 | 15:25 | 18:25 |       |       |        |   |
| 14.08 | 19:00 | Chiny     | 0:3   | Rosja     | 22:25 | 23:25 | 20:25 |       |       |        |   |

| Lp. | Drużyna | Pkt | Mecze | Mecze   | Mecze   | Małe punkty | Małe punkty | Małe punkty | Sety | Sety | Sety  |
| Lp. | Drużyna | Pkt | M     | W (3:2) | P (2:3) | zdob.       | str.        | ratio       | wyg. | prz. | ratio |
| --- | ------- | --- | ----- | ------- | ------- | ----------- | ----------- | ----------- | ---- | ---- | ----- |
| 1   | Rosja   | 9   | 3     | 3 (0)   | 0 (0)   | 225         | 177         | 1.271       | 9    | 0    | MAX   |
| 2   | Chiny   | 5   | 3     | 2 (1)   | 1 (0)   | 244         | 234         | 1.043       | 6    | 5    | 1.200 |
| 3   | Niemcy  | 4   | 3     | 1 (0)   | 2 (1)   | 243         | 235         | 1.034       | 5    | 6    | 0.833 |
| 4   | Peru    | 0   | 3     | 0 (0)   | 3 (0)   | 159         | 225         | 0.707       | 0    | 9    | 0.000 |

#### Grupa H
Komaki
| Data  | Godz. | Drużyna 1         | Wynik | Drużyna 2         | 1     | 2     | 3     | 4     | 5 | Widzów | * |
| ----- | ----- | ----------------- | ----- | ----------------- | ----- | ----- | ----- | ----- | - | ------ | - |
| 12.08 | 15:00 | Stany Zjednoczone | 3:0   | Dominikana        | 25:22 | 25:22 | 25:10 |       |   |        |   |
| 12.08 | 18:00 | Japonia           | 3:1   | Serbia            | 25:16 | 25:21 | 17:25 | 25:21 |   |        |   |
| 13.08 | 15:00 | Serbia            | 3:0   | Dominikana        | 25:17 | 25:20 | 25:22 |       |   |        |   |
| 13.08 | 18:00 | Japonia           | 0:3   | Stany Zjednoczone | 22:25 | 14:25 | 18:25 |       |   |        |   |
| 14.08 | 13:00 | Japonia           | 3:1   | Dominikana        | 25:22 | 26:24 | 23:25 | 25:20 |   |        |   |
| 14.08 | 15:00 | Serbia            | 3:1   | Stany Zjednoczone | 25:12 | 17:25 | 25:23 | 25:15 |   |        |   |

| Lp. | Drużyna           | Pkt | Mecze | Mecze   | Mecze   | Małe punkty | Małe punkty | Małe punkty | Sety | Sety | Sety  |
| Lp. | Drużyna           | Pkt | M     | W (3:2) | P (2:3) | zdob.       | str.        | ratio       | wyg. | prz. | ratio |
| --- | ----------------- | --- | ----- | ------- | ------- | ----------- | ----------- | ----------- | ---- | ---- | ----- |
| 1   | Stany Zjednoczone | 6   | 3     | 2 (0)   | 1 (0)   | 150         | 146         | 1.027       | 7    | 3    | 2.333 |
| 2   | Japonia           | 6   | 3     | 2 (0)   | 1 (0)   | 191         | 174         | 1.098       | 6    | 4    | 1.500 |
| 3   | Serbia            | 6   | 3     | 2 (0)   | 1 (0)   | 250         | 226         | 1.106       | 7    | 4    | 1.750 |
| 4   | Dominikana        | 0   | 3     | 0 (0)   | 3 (0)   | 204         | 249         | 0.819       | 1    | 9    | 0.111 |

### III weekend

#### Grupa I

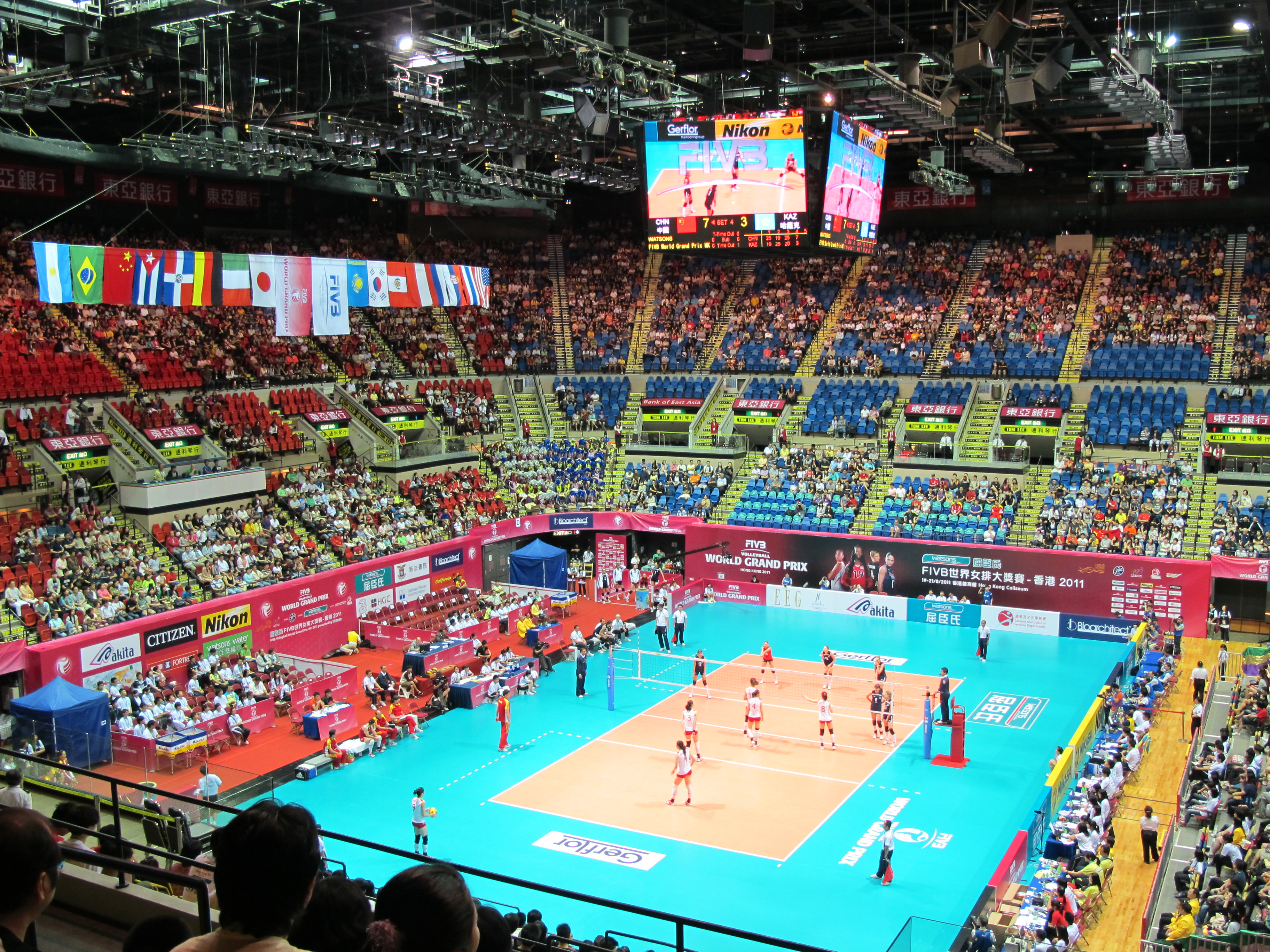
Mecz Chiny Kazachstan w Hongkongu, 20.08.2011

Hongkong
| Data  | Godz. | Drużyna 1  | Wynik | Drużyna 2  | 1     | 2     | 3     | 4     | 5    | Widzów | * |
| ----- | ----- | ---------- | ----- | ---------- | ----- | ----- | ----- | ----- | ---- | ------ | - |
| 19.08 | 19:00 | Polska     | 3:0   | Kazachstan | 25:20 | 25:12 | 25:20 |       |      |        |   |
| 19.08 | 21:30 | Chiny      | 3:0   | Dominikana | 26:24 | 25:22 | 25:18 |       |      |        |   |
| 20.08 | 15:00 | Polska     | 1:3   | Dominikana | 26:24 | 26:28 | 24:26 | 17:25 |      |        |   |
| 20.08 | 21:30 | Chiny      | 3:1   | Kazachstan | 25:16 | 19:25 | 25:20 | 25:21 |      |        |   |
| 21.08 | 17:30 | Dominikana | 3:2   | Kazachstan | 15:25 | 27:25 | 21:25 | 25:15 | 15:9 |        |   |
| 21.08 | 20:00 | Chiny      | 3:0   | Polska     | 25:20 | 25:17 | 25:22 |       |      |        |   |

| Lp. | Drużyna    | Pkt | Mecze | Mecze   | Mecze   | Małe punkty | Małe punkty | Małe punkty | Sety | Sety | Sety  |
| Lp. | Drużyna    | Pkt | M     | W (3:2) | P (2:3) | zdob.       | str.        | ratio       | wyg. | prz. | ratio |
| --- | ---------- | --- | ----- | ------- | ------- | ----------- | ----------- | ----------- | ---- | ---- | ----- |
| 1   | Chiny      | 9   | 3     | 3 (0)   | 0 (0)   | 245         | 205         | 1.195       | 9    | 1    | 9.000 |
| 2   | Dominikana | 5   | 3     | 2 (1)   | 1 (0)   | 270         | 268         | 1.007       | 6    | 6    | 1.000 |
| 3   | Polska     | 3   | 3     | 1 (0)   | 2 (0)   | 227         | 230         | 0.987       | 4    | 6    | 0.667 |
| 4   | Kazachstan | 1   | 3     | 0 (0)   | 3 (1)   | 233         | 272         | 0.857       | 3    | 9    | 0.333 |

#### Grupa J
Chińskie Tajpej
| Data  | Godz. | Drużyna 1         | Wynik | Drużyna 2 | 1     | 2     | 3     | 4     | 5 | Widzów | * |
| ----- | ----- | ----------------- | ----- | --------- | ----- | ----- | ----- | ----- | - | ------ | - |
| 19.08 | 13:00 | Włochy            | 3:0   | Peru      | 25:18 | 25:16 | 25:18 |       |   |        |   |
| 19.08 | 15:00 | Stany Zjednoczone | 3:0   | Niemcy    | 25:10 | 25:18 | 25:23 |       |   |        |   |
| 20.08 | 13:00 | Niemcy            | 3:1   | Peru      | 25:14 | 20:25 | 25:19 | 25:18 |   |        |   |
| 20.08 | 19:00 | Stany Zjednoczone | 3:0   | Włochy    | 25:23 | 25:19 | 25:18 |       |   |        |   |
| 21.08 | 11:00 | Stany Zjednoczone | 3:0   | Peru      | 25:13 | 25:18 | 25:15 |       |   |        |   |
| 21.08 | 13:00 | Niemcy            | 0:3   | Włochy    | 15:25 | 22:25 | 23:25 |       |   |        |   |

| Lp. | Drużyna           | Pkt | Mecze | Mecze   | Mecze   | Małe punkty | Małe punkty | Małe punkty | Sety | Sety | Sety  |
| Lp. | Drużyna           | Pkt | M     | W (3:2) | P (2:3) | zdob.       | str.        | ratio       | wyg. | prz. | ratio |
| --- | ----------------- | --- | ----- | ------- | ------- | ----------- | ----------- | ----------- | ---- | ---- | ----- |
| 1   | Stany Zjednoczone | 9   | 3     | 3 (0)   | 0 (0)   | 225         | 157         | 1.433       | 9    | 0    | MAX   |
| 2   | Włochy            | 6   | 3     | 2 (0)   | 1 (0)   | 210         | 187         | 1.123       | 6    | 3    | 2.000 |
| 3   | Niemcy            | 3   | 3     | 1 (0)   | 2 (0)   | 206         | 226         | 0.912       | 3    | 7    | 0.429 |
| 4   | Peru              | 0   | 3     | 0 (0)   | 3 (0)   | 174         | 245         | 0.710       | 1    | 9    | 0.111 |

#### Grupa K
Bangkok
| Data  | Godz. | Drużyna 1 | Wynik | Drużyna 2 | 1     | 2     | 3     | 4     | 5 | Widzów | * |
| ----- | ----- | --------- | ----- | --------- | ----- | ----- | ----- | ----- | - | ------ | - |
| 19.08 | 14:00 | Kuba      | 0:3   | Brazylia  | 18:25 | 13:25 | 12:25 |       |   |        |   |
| 19.08 | 17:30 | Tajlandia | 3:0   | Argentyna | 25:23 | 25:15 | 25:14 |       |   |        |   |
| 20.08 | 14:00 | Brazylia  | 3:0   | Argentyna | 25:12 | 25:15 | 25:8  |       |   |        |   |
| 20.08 | 17:30 | Kuba      | 1:3   | Tajlandia | 25:23 | 21:25 | 21:25 | 13:25 |   |        |   |
| 21.08 | 15:00 | Argentyna | 0:3   | Kuba      | 24:26 | 23:25 | 18:25 |       |   |        |   |
| 21.08 | 17:30 | Brazylia  | 3:0   | Tajlandia | 25:16 | 25:12 | 25:18 |       |   |        |   |

| Lp. | Drużyna   | Pkt | Mecze | Mecze   | Mecze   | Małe punkty | Małe punkty | Małe punkty | Sety | Sety | Sety  |
| Lp. | Drużyna   | Pkt | M     | W (3:2) | P (2:3) | zdob.       | str.        | ratio       | wyg. | prz. | ratio |
| --- | --------- | --- | ----- | ------- | ------- | ----------- | ----------- | ----------- | ---- | ---- | ----- |
| 1   | Brazylia  | 9   | 3     | 3 (0)   | 0 (0)   | 225         | 124         | 1.815       | 9    | 0    | MAX   |
| 2   | Tajlandia | 6   | 3     | 2 (0)   | 1 (0)   | 219         | 207         | 1.058       | 6    | 4    | 1.500 |
| 3   | Kuba      | 3   | 3     | 1 (0)   | 2 (0)   | 199         | 238         | 0.836       | 4    | 6    | 0.667 |
| 4   | Argentyna | 0   | 3     | 0 (0)   | 3 (0)   | 152         | 226         | 0.673       | 0    | 9    | 0.000 |

#### Grupa L

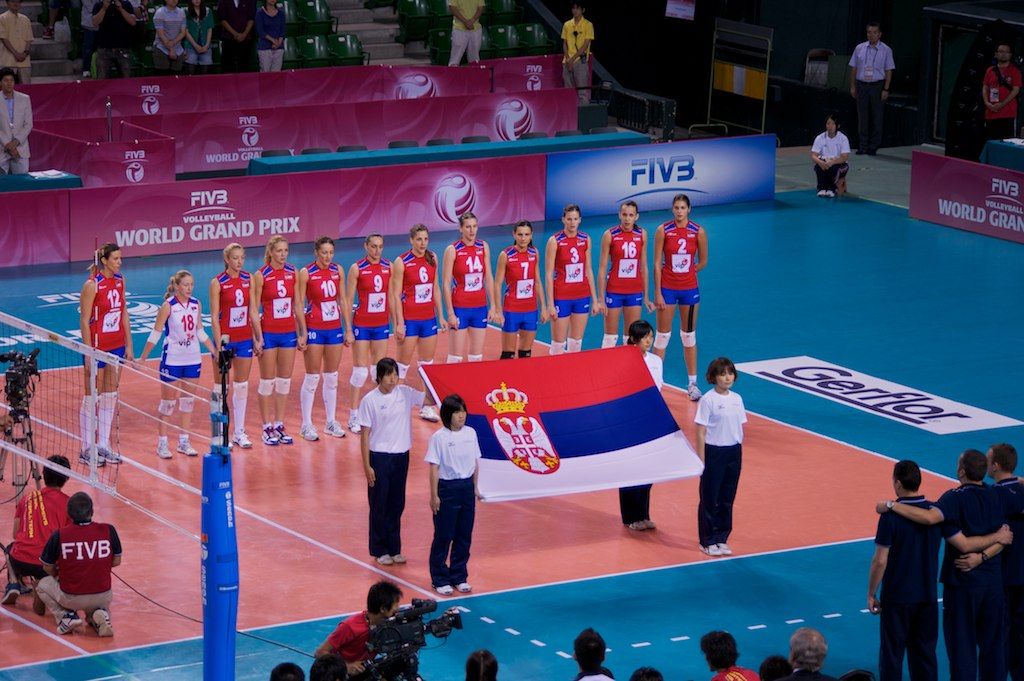
Reprezentancja Serbii przed meczem z reprezentacją Korei Południowej

Tokio
| Data  | Godz. | Drużyna 1 | Wynik | Drużyna 2        | 1     | 2     | 3     | 4     | 5     | Widzów | * |
| ----- | ----- | --------- | ----- | ---------------- | ----- | ----- | ----- | ----- | ----- | ------ | - |
| 19.08 | 15:00 | Rosja     | 2:3   | Korea Południowa | 22:25 | 25:17 | 25:20 | 23:25 | 11:15 |        |   |
| 19.08 | 18:00 | Japonia   | 0:3   | Serbia           | 20:25 | 22:25 | 18:25 |       |       |        |   |
| 20.08 | 15:00 | Rosja     | 3:2   | Serbia           | 25:13 | 21:25 | 22:25 | 25:17 | 15:8  |        |   |
| 20.08 | 18:00 | Japonia   | 3:0   | Korea Południowa | 25:19 | 25:22 | 29:27 |       |       |        |   |
| 21.08 | 15:00 | Serbia    | 3:0   | Korea Południowa | 25:18 | 25:16 | 25:23 |       |       |        |   |
| 21.08 | 18:00 | Japonia   | 3:0   | Rosja            | 25:23 | 25:19 | 25:19 |       |       |        |   |

| Lp. | Drużyna          | Pkt | Mecze | Mecze   | Mecze   | Małe punkty | Małe punkty | Małe punkty | Sety | Sety | Sety  |
| Lp. | Drużyna          | Pkt | M     | W (3:2) | P (2:3) | zdob.       | str.        | ratio       | wyg. | prz. | ratio |
| --- | ---------------- | --- | ----- | ------- | ------- | ----------- | ----------- | ----------- | ---- | ---- | ----- |
| 1   | Serbia           | 7   | 3     | 2 (0)   | 1 (1)   | 238         | 225         | 1.058       | 8    | 3    | 2.667 |
| 2   | Japonia          | 6   | 3     | 2 (0)   | 1 (0)   | 214         | 204         | 1.049       | 6    | 3    | 2.000 |
| 3   | Rosja            | 3   | 3     | 1 (1)   | 2 (1)   | 275         | 265         | 1.038       | 5    | 8    | 0.625 |
| 4   | Korea Południowa | 2   | 3     | 1 (1)   | 2 (0)   | 227         | 260         | 0.873       | 3    | 8    | 0.375 |

### Klasyfikacja fazy eliminacyjnej
| Lp. | Drużyna           | Pkt | Mecze | Mecze   | Mecze   | Małe punkty | Małe punkty | Małe punkty | Sety | Sety | Sety   |
| Lp. | Drużyna           | Pkt | M     | W (3:2) | P (2:3) | zdob.       | str.        | ratio       | wyg. | prz. | ratio  |
| --- | ----------------- | --- | ----- | ------- | ------- | ----------- | ----------- | ----------- | ---- | ---- | ------ |
| 1   | Brazylia          | 27  | 9     | 9 (0)   | 0 (0)   | 722         | 514         | 1.405       | 27   | 2    | 13.500 |
| 2   | Stany Zjednoczone | 23  | 9     | 8 (1)   | 1 (0)   | 708         | 559         | 1.267       | 25   | 5    | 5.000  |
| 3   | Rosja             | 21  | 9     | 7 (1)   | 2 (1)   | 751         | 626         | 1.200       | 23   | 9    | 2.556  |
| 4   | Serbia            | 20  | 9     | 6 (0)   | 3 (2)   | 762         | 700         | 1.089       | 23   | 11   | 2.091  |
| 5   | Włochy            | 19  | 9     | 7 (2)   | 2 (0)   | 804         | 718         | 1.120       | 22   | 13   | 1.692  |
| 6   | Japonia           | 18  | 9     | 6 (0)   | 3 (0)   | 664         | 645         | 1.029       | 18   | 11   | 1.636  |
| 7   | Chiny             | 17  | 9     | 6 (1)   | 3 (0)   | 702         | 669         | 1.049       | 19   | 12   | 1.583  |
| 8   | Tajlandia         | 15  | 8     | 5 (1)   | 3 (1)   | 695         | 693         | 1.003       | 17   | 15   | 1.133  |
| 9   | Korea Południowa  | 13  | 9     | 5 (2)   | 4 (0)   | 708         | 723         | 0.979       | 15   | 17   | 0.882  |
| 10  | Polska            | 13  | 9     | 4 (0)   | 5 (1)   | 733         | 727         | 1.008       | 16   | 16   | 1.000  |
| 11  | Kuba              | 9   | 9     | 2 (0)   | 7 (3)   | 748         | 814         | 0.919       | 15   | 21   | 0.714  |
| 12  | Dominikana        | 8   | 9     | 3 (2)   | 6 (1)   | 767         | 829         | 0.925       | 13   | 23   | 0.565  |
| 13  | Niemcy            | 7   | 9     | 2 (0)   | 7 (1)   | 670         | 729         | 0.919       | 10   | 22   | 0.455  |
| 14  | Argentyna         | 4   | 9     | 2 (2)   | 7 (0)   | 622         | 752         | 0.827       | 7    | 25   | 0.280  |
| 15  | Kazachstan        | 2   | 9     | 0 (0)   | 9 (2)   | 613         | 757         | 0.810       | 5    | 27   | 0.185  |
| 16  | Peru              | 0   | 9     | 0 (0)   | 9 (0)   | 482         | 696         | 0.693       | 1    | 27   | 0.037  |

Źródło: fivb.org
Punktacja: 3:0 i 3:1 – 3 pkt; 3:2 – 2 pkt; 2:3 – 1 pkt; 1:3 i 0:3 – 0 pkt
Zasady ustalania kolejności: 1. liczba punktów; 2. liczba zwycięstw; 3. stosunek setów; 4. stosunek małych punktów

## Turniej finałowy
Mecze finałowe zostaną rozegrane w Makau w Chinach, w dniach 24 - 28 sierpnia 2011.

### Grupa A
| Data  | Godz. | Drużyna 1 | Wynik | Drużyna 2 | 1     | 2     | 3     | 4     | 5     | Widzów | * |
| ----- | ----- | --------- | ----- | --------- | ----- | ----- | ----- | ----- | ----- | ------ | - |
| 24.08 |       | Rosja     | 3:1   | Tajlandia | 25:18 | 25:22 | 25:27 | 25:17 |       |        |   |
| 24.08 |       | Chiny     | 2:3   | Serbia    | 25:20 | 18:25 | 25:23 | 16:25 | 16:18 |        |   |
| 25.08 |       | Rosja     | 1:3   | Serbia    | 25:20 | 17:25 | 21:25 | 21:25 |       |        |   |
| 25.08 |       | Chiny     | 1:3   | Tajlandia | 12:25 | 21:25 | 25:19 | 17:25 |       |        |   |
| 26.08 |       | Serbia    | 3:0   | Tajlandia | 25:23 | 25:22 | 25:23 |       |       |        |   |
| 26.08 |       | Chiny     | 0:3   | Rosja     | 21:25 | 11:25 | 23:25 |       |       |        |   |

| Lp. | Drużyna   | Pkt | Mecze | Mecze   | Mecze   | Małe punkty | Małe punkty | Małe punkty | Sety | Sety | Sety  |
| Lp. | Drużyna   | Pkt | M     | W (3:2) | P (2:3) | zdob.       | str.        | ratio       | wyg. | prz. | ratio |
| --- | --------- | --- | ----- | ------- | ------- | ----------- | ----------- | ----------- | ---- | ---- | ----- |
| 1   | Serbia    | 8   | 3     | 3 (1)   | 0 (0)   | 281         | 252         | 1.115       | 6    | 3    | 2.000 |
| 2   | Rosja     | 6   | 3     | 2 (0)   | 1 (0)   | 259         | 234         | 1.107       | 7    | 4    | 1.750 |
| 3   | Tajlandia | 3   | 3     | 1 (0)   | 2 (0)   | 246         | 250         | 0.984       | 4    | 7    | 0.571 |
| 4   | Chiny     | 1   | 3     | 0 (0)   | 3 (1)   | 230         | 280         | 0.821       | 3    | 6    | 0.500 |

Źródło: Strefa siatkówki
Punktacja: 3:0 i 3:1 – 3 pkt; 3:2 – 2 pkt; 2:3 – 1 pkt; 1:3 i 0:3 – 0 pkt

### Grupa B
| Data  | Godz. | Drużyna 1         | Wynik | Drużyna 2         | 1     | 2     | 3     | 4     | 5     | Widzów | * |
| ----- | ----- | ----------------- | ----- | ----------------- | ----- | ----- | ----- | ----- | ----- | ------ | - |
| 24.08 |       | Japonia           | 0:3   | Stany Zjednoczone | 22:25 | 17:25 | 23:25 |       |       |        |   |
| 24.08 |       | Brazylia          | 3:0   | Włochy            | 25:16 | 25:17 | 25:17 |       |       |        |   |
| 25.08 |       | Stany Zjednoczone | 3:2   | Włochy            | 25:19 | 21:25 | 22:25 | 25:22 | 15:10 |        |   |
| 25.08 |       | Brazylia          | 3:0   | Japonia           | 25:17 | 25:22 | 25:21 |       |       |        |   |
| 26.08 |       | Włochy            | 0:3   | Japonia           | 23:25 | 23:25 | 19:25 |       |       |        |   |
| 26.08 |       | Brazylia          | 3:1   | Stany Zjednoczone | 22:25 | 26:24 | 25:21 | 25:20 |       |        |   |

| Lp. | Drużyna           | Pkt | Mecze | Mecze   | Mecze   | Małe punkty | Małe punkty | Małe punkty | Sety | Sety | Sety  |
| Lp. | Drużyna           | Pkt | M     | W (3:2) | P (2:3) | zdob.       | str.        | ratio       | wyg. | prz. | ratio |
| --- | ----------------- | --- | ----- | ------- | ------- | ----------- | ----------- | ----------- | ---- | ---- | ----- |
| 1   | Brazylia          | 9   | 3     | 3 (0)   | 0 (0)   | 248         | 200         | 1.240       | 9    | 1    | 9.000 |
| 2   | Stany Zjednoczone | 5   | 3     | 2 (1)   | 1 (0)   | 273         | 261         | 1.046       | 7    | 5    | 1.400 |
| 3   | Japonia           | 3   | 3     | 1 (0)   | 2 (0)   | 197         | 215         | 0.916       | 3    | 6    | 0.500 |
| 4   | Włochy            | 1   | 3     | 0 (0)   | 3 (1)   | 216         | 258         | 0.837       | 2    | 9    | 0.222 |

Źródło: Strefa siatkówki
Punktacja: 3:0 i 3:1 – 3 pkt; 3:2 – 2 pkt; 2:3 – 1 pkt; 1:3 i 0:3 – 0 pkt

### Faza finałowa

#### Półfinały
| Data  | Godz. | Drużyna 1 | Wynik | Drużyna 2         | 1     | 2     | 3     | 4 | 5 | Widzów | * |
| ----- | ----- | --------- | ----- | ----------------- | ----- | ----- | ----- | - | - | ------ | - |
| 27.08 |       | Brazylia  | 3:0   | Rosja             | 26:24 | 25:17 | 25:23 |   |   |        |   |
| 27.08 |       | Serbia    | 0:3   | Stany Zjednoczone | 22:25 | 20:25 | 21:25 |   |   |        |   |

#### Mecz o 7. miejsce
| Data  | Godz. | Drużyna 1 | Wynik | Drużyna 2 | 1     | 2     | 3     | 4     | 5     | Widzów | * |
| ----- | ----- | --------- | ----- | --------- | ----- | ----- | ----- | ----- | ----- | ------ | - |
| 28.08 |       | Chiny     | 2:3   | Włochy    | 13:25 | 25:14 | 25:22 | 16:25 | 10:15 |        |   |

#### Mecz o 5. miejsce
| Data  | Godz. | Drużyna 1 | Wynik | Drużyna 2 | 1     | 2     | 3     | 4 | 5 | Widzów | * |
| ----- | ----- | --------- | ----- | --------- | ----- | ----- | ----- | - | - | ------ | - |
| 28.08 |       | Tajlandia | 0:3   | Japonia   | 14:25 | 23:25 | 23:25 |   |   |        |   |

#### Mecz o 3. miejsce
| Data  | Godz. | Drużyna 1 | Wynik | Drużyna 2 | 1     | 2     | 3     | 4 | 5 | Widzów | * |
| ----- | ----- | --------- | ----- | --------- | ----- | ----- | ----- | - | - | ------ | - |
| 28.08 |       | Serbia    | 3:0   | Rosja     | 25:21 | 25:20 | 25:16 |   |   |        |   |

#### Finał
| Data  | Godz. | Drużyna 1         | Wynik | Drużyna 2 | 1     | 2     | 3     | 4 | 5 | Widzów | * |
| ----- | ----- | ----------------- | ----- | --------- | ----- | ----- | ----- | - | - | ------ | - |
| 28.08 |       | Stany Zjednoczone | 3:0   | Brazylia  | 26:24 | 25:20 | 25:21 |   |   |        |   |

## Klasyfikacja końcowa
| Miejsce | Reprezentacja     |
| ------- | ----------------- |
| złoto   | Stany Zjednoczone |
| srebro  | Brazylia          |
| brąz    | Serbia            |
| 4       | Rosja             |
| 5       | Japonia           |
| 6       | Tajlandia         |
| 7       | Włochy            |
| 8       | Chiny             |
| 9       | Korea Południowa  |
| 10      | Polska            |
| 11      | Kuba              |
| 12      | Dominikana        |
| 13      | Niemcy            |
| 14      | Argentyna         |
| 15      | Kazachstan        |
| 16      | Peru              |